# 香海正覺蓮社佛教正覺中學

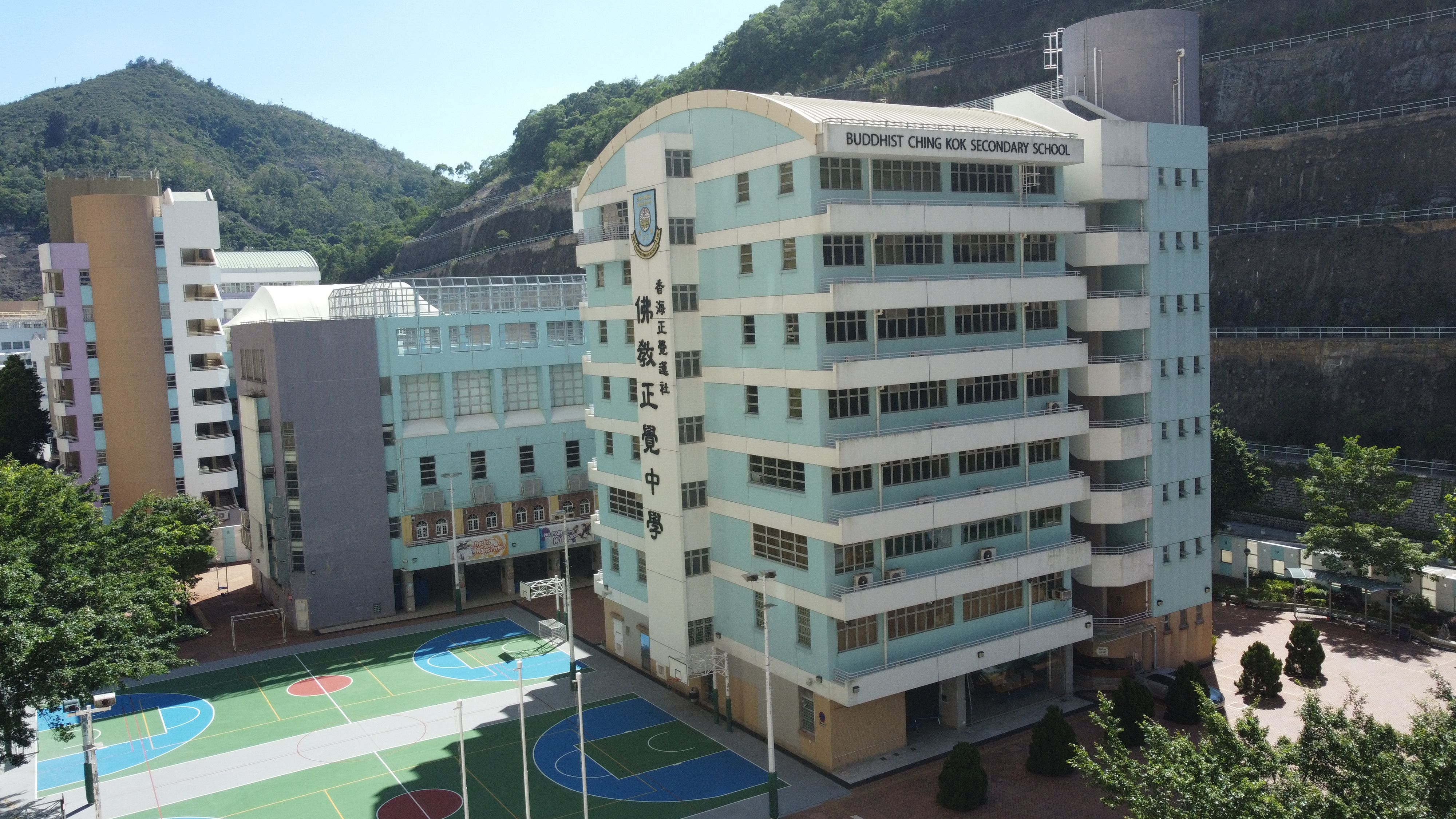
校舍東北面

香海正覺蓮社佛教正覺中學（英語：HHCKLA Buddhist Ching Kok Secondary School，簡稱正覺／BCKSS）是一所位於香港新界調景嶺翠嶺路的中學，由香海正覺蓮社於2003年創辦，鄰近健明邨明域樓及明星樓。學校佔地面積約11850平方米，全校共有18班，學生人數約500人，現任校長徐菀楠，校監是釋果德法師。香海正覺蓮社佛教黃藻森學校為同系一條龍小學。

## 學校設施
該校乃是千禧校舍，除了基本標準課室、特別室、飯堂、禮堂外，還有多媒體學習中心、兩間家政室、地理室、兩間電腦室、Lego STEM Lab、設計與科技室（Maker Lab）、兩間科學室、遠程多媒體教室、英語學習中心、學生活動中心、學生會室、會議室、來賓室、輔導室、圖書館、 環控水耕温室、休憩花園、中華文化館 、健身室及三個籃球場。全校各室均安裝冷氣（包括雨天操場）、 視像投影機、實物投影機及電腦，方便師生進行資訊科技教學活動和享受校園生活。

## 收生要求
學業50%，操行/課外活動表現30%，面試表現20%。
迎新活動：於七月至八月底舉行一系列活動，包括家長迎新講座、升中銜接課程、暑期興趣班、中一新生輔導營、家校協作啟航日及開學指導周等。

## 該校課程

### 四個核心科目
- 英國語文、中國語文、數學（包括延伸單元）、通識教育

### 中三必修科目
- 經濟、中國歷史、 地理、資訊及通訊科、生物、化學、物理、佛學、視覺藝術、體育

### 應用學習課程
- 運動管理與教練法、形象設計、多媒體科藝

其他學習經歷於正規課堂設有公民教育及倫理課、體育課、藝術課，其延伸部份因應學生需要於非正規上課時間進行。此外，同學須於課後參與社會服務，學校也會提供同學與工作有關的經驗。

## 獎項

### 體育

#### 足球隊
- 2008–2009年度
  - 男甲學界季軍
  - 男乙學界殿軍
  - 團體學界殿軍
- 2005–2006年度
  - 男丙學界殿軍
- 2011–2012年度
  - 港九學界足球比賽（第三組九龍一區）榮獲全年總季軍
  - 男子乙組冠軍
  - 最具體育精神獎

#### 田徑方面
- 2005–2006年度
  - 第廿一屆佛教田徑大會
  - 男乙及女丙團體殿軍

#### 籃球隊
- 2008–2009年度
  - 男甲學界殿軍

## 課外活動
該校推行「一人一活動」政策。
- 服務：美化校園學會、升旗隊、公益少年團
- 體育：田徑隊、排球隊、籃球隊、男子足球隊、花式單車、女子足球隊
- 演藝：正覺樂團（中西樂）、行儀劇社、BCK Danso
- 興趣：模型學會、校園電視台、美術學會、家政學會、創新科技學會
- 學術：中文學會、普通話學會、英文學會、數學學會、科學學會、通識學會、電腦學會、辯論隊

## 圖片集

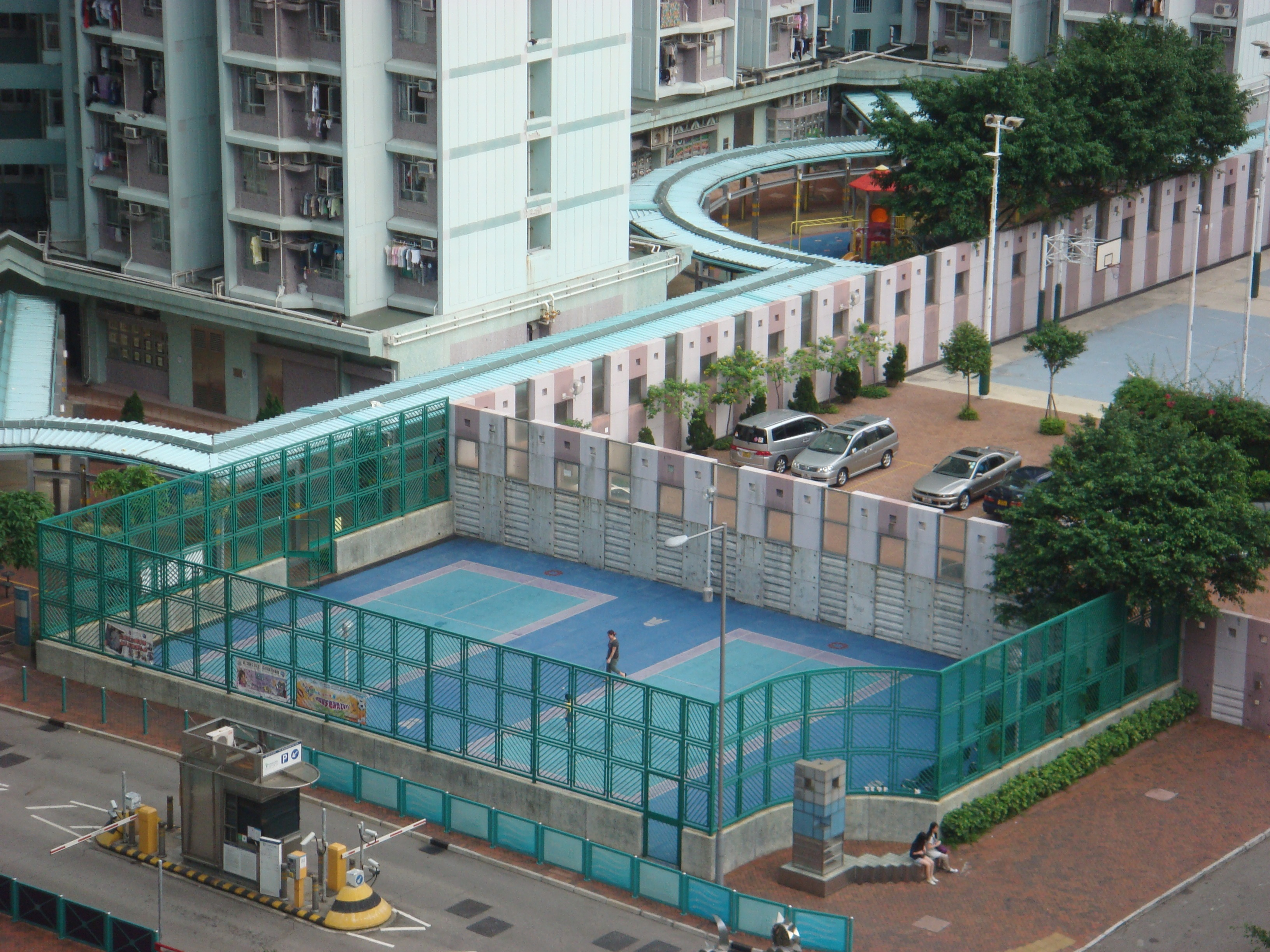
健明邨羽毛球場與佛教正覺中學停車場
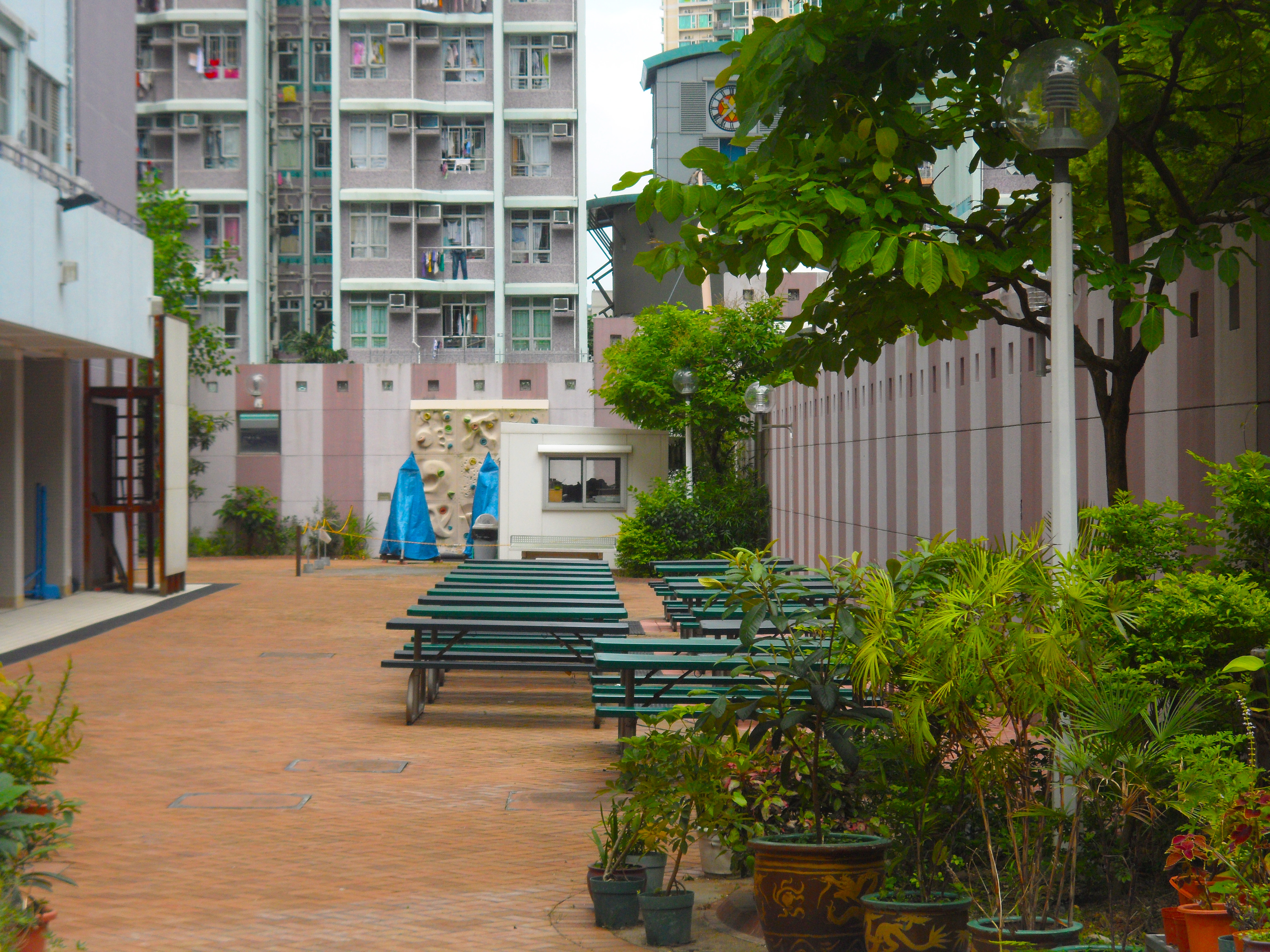
佛教正覺中學食物部休憩區
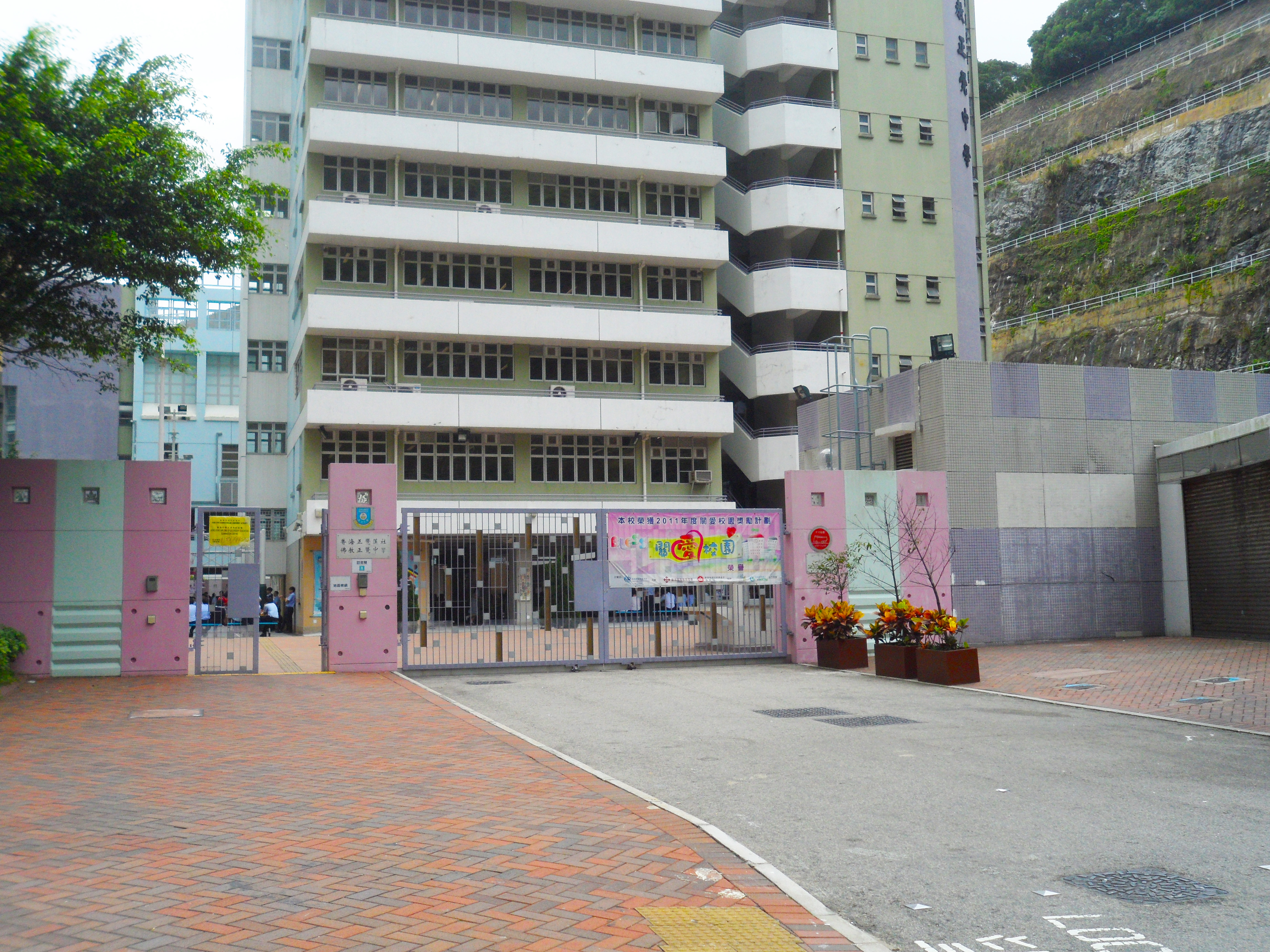
佛教正覺中學正門，勤學里入口
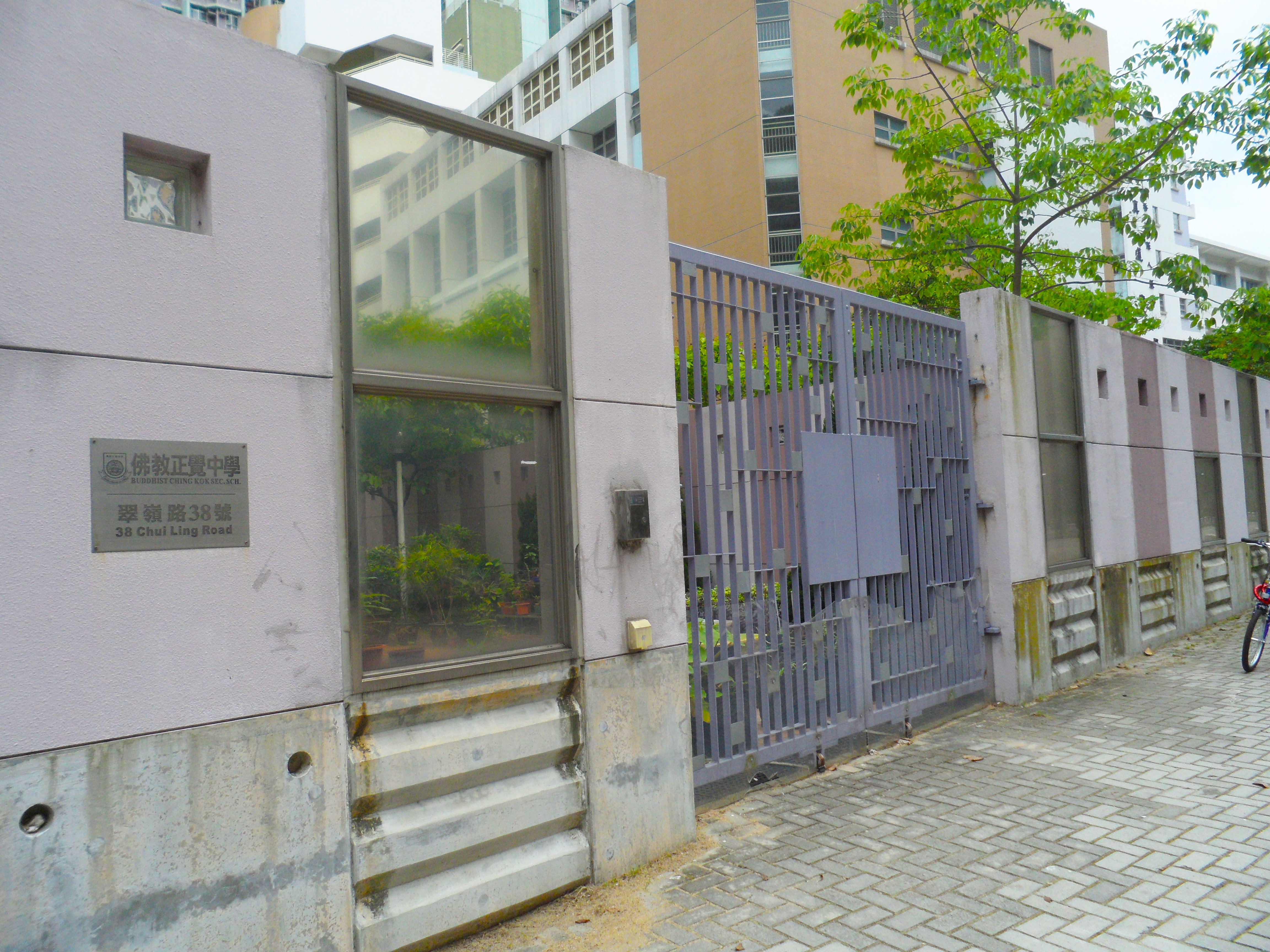
佛教正覺中學側門

## 鄰近
- 彩明苑
- 健明邨
- 健明邨建采樓
- 真道書院中學部
- 萬鈞匯知中學
- 善明邨
- 翠嶺路
- 勤學里
- 彩明商場
- 嶺光街
- 天主教聖安德肋小學

## 交通
港鐵
- █  觀塘綫、 █  將軍澳綫：調景嶺站

小巴：
- 103M、108A、110

巴士：
- 290A、290X、694、792M、796C、796X、798

## 歷屆學生會主席
- 2006–2007（第一屆）
- 2007–2008（第二屆）
- 2008–2009（第三屆）
- 2009–2010（第四屆）張嘉敏
- 2010–2011（第五屆）吳成志
- 2011–2012（第六屆）WiFive 岑韻懿
- 2012–2013（第七屆）New Target 陸亮廷
- 2013–2014（第八屆）New Power 孔慶棠
- 2014–2015（第九屆）Puzzle 許珮茵
- 2015–2016（第十屆）李志業
- 2016–2017（第十一屆）Triangle 林曉慶
- 2017–2018（第十二屆）Memories 宋健
- 2018–2019（第十三屆）Lumos 袁子權
- 2019–2020（第十四屆）Flame 余俊軒
- 2020–2021（第十五屆）Aster 黃佳穎
- 2021–2022 （第十六屆）Peter 温邦藝
- 2022–2023（第十七屆）Starry 楊家詠
- 2023-2024（第十八屆）Shine 黃啟基